# 19ª Divisione fucilieri motorizzata "Voronež-Šumen"
La 19ª Divisione fucilieri motorizzata "Voronež-Šumen" (in russo 19-я мотострелковая Воронежско-Шумлинская дивизия?, 19-ja motostrelkovaja Voronežsko-Šumlinskaja divizija, unità militare 20634) è un'unità di fanteria meccanizzata delle Forze terrestri russe, subordinata alla 58ª Armata combinata delle guardie del Distretto militare meridionale e con base a Vladikavkaz.

## Storia

### Unione Sovietica
La divisione venne costituita il 21 luglio 1922 presso Tambov come 19ª Divisione fucilieri. Il 22 giugno 1923 fu intitolata alla città. Nel 1924 il personale della divisione venne impiegato per contrastare la distruzione dei raccolti da parte di una falena nella regione di Voronež, e l'unità fu per questo insignita dell'Ordine della Bandiera Rossa del Lavoro il 2 marzo 1925. Il 16 giugno dello stesso anno la divisione venne ufficialmente dedicata alla città di Voronež, andando a sostituire la precedente denominazione.
In seguito allo scoppio dell'Operazione Barbarossa la divisione entrò per la prima volta in combattimento contro le forze tedesche il 19 luglio 1941 presso El'nja, come parte della 24ª Armata. Successivamente prese parte alla battaglia di Mosca, alla battaglia di Ržev, alla difesa di Char'kov e all'offensiva Belgorod-Char'kov. A metà del 1943 venne inquadrata nella 7ª Armata delle guardie, con la quale partecipò all'offensiva del basso Dnepr, all'offensiva di Odessa, all'offensiva di Belgrado e all'offensiva di Bratislava-Brno. Contribuì alla liberazione delle città di El'nja, Ruza, Krasnograd, Bobrynec' e Šumen. Per i meriti dimostrati durante la conquista di quest'ultima città, la divisione le venne ufficialmente intitolata il 27 settembre 1944. Dopo essere entrata in Jugoslavia attraversò il Danubio nel novembre 1944, scontrandosi con le truppe della Wehrmacht presso Apatin, sulla sponda opposta del fiume. Il 6 gennaio 1945 venne insignita dell'Ordine di Suvorov di II Classe per il coraggio dimostrato durante le battaglie combattute. In seguito risalì in Ungheria e poi in Cecoslovacchia, dove terminò il conflitto. Per la conquista di Bratislava venne premiata con l'Ordine della Bandiera Rossa il 17 maggio 1945.
Dopo la fine della seconda guerra mondiale la divisione venne rischierata nel Caucaso settentrionale, presso l'attuale sede di Dzaudžikau (oggi Vladikavkaz). Nel maggio 1946 fu riorganizzata come 11ª Brigata fucilieri, sulla base della quale nel 1949 venne creata la 19ª Divisione fucilieri da montagna. Nel 1954 la denominazione tornò ad essere quella di 19ª Divisione fucilieri, mentre nel marzo 1957 l'unità fu ribattezzata 92ª Divisione fucilieri motorizzata. Tuttavia, al fine di preservarne le tradizioni, il 17 dicembre 1964 venne ripristinata la numerazione originale.

### Federazione Russa
In seguito alla dissoluzione dell'Unione Sovietica la divisione ha assorbito alcuni reparti della 12ª Divisione corazzata delle guardie, ritirata dalla Germania Est e sciolta nel febbraio 1991.
La divisione è stata impiegata durante la prima guerra cecena, dove ha combattuto nell'assedio di Groznyj nell'inverno 1994-1995. Il 22 febbraio 1996 un battaglione del 693º Reggimento è stato attaccato durante il trasferimento in Cecenia presso la gola dell'Assa, dove ha subito numerose perdite fra cui il comandante dell'unità, maggiore Eduard Tinikašvili.
Il 503º Reggimento della divisione ha preso parte alla seconda guerra cecena, combattendo nella battaglia per il villaggio di Komsomol'skoe fra il 5 e il 22 marzo 2000. Lo stesso reggimento è stato anche schierato in Ossezia del Sud durante la guerra russo-georgiana del 2008. Il 1 giugno 2009 la divisione è stata riorganizzata in brigata, sulla base del 503º Reggimento. Il 135º e il 693º Reggimento sono stati invece utilizzati per la creazione della 4ª Base militare delle guardie proprio sul territorio dell'Ossezia del Sud, presso Tskhinvali. Nel 2020 la divisione è stata ricostituita a partire dal 429º e 503º Reggimento e schierata al confine con l'Ucraina.

#### Guerra russo-ucraina
A partire dal 2022 la divisione ha preso parte all'invasione russa dell'Ucraina, avanzando nell'oblast' di Zaporižžja durante i primi giorni di guerra. Nei pressi di Vasylivka fra il 28 febbraio e il 4 marzo sono morti in combattimento il vice comandante del 429º Reggimento e il comandante del 1º Battaglione dell'unità, tenenti colonnello Michail Orčikov e Ruslan Gašijatullin. Tre gruppi tattici di battaglione della divisione sono stati impiegati durante la battaglia di Mariupol'. Secondo fonti ucraine il 28 marzo il comandante e il capo di stato maggiore del 503º Reggimento sono stati uccisi in azione in Ucraina. In seguito il reggimento è anche stato trasferito sul fronte settentrionale, dove a settembre è stato investito dalla controffensiva ucraina nell'oblast' di Charkiv e successivamente parzialmente circondato a Lyman. In seguito alla mobilitazione parziale indetta in Russia la divisione ha potuto ripianare le perdite subite, integrando il 392º Reggimento fucilieri motorizzato (unità militare 41830), reclutato nel Territorio di Krasnodar. Nel corso del 2023 il 392º, il 429º e il 503º Reggimento della divisione sono stati impiegati per contrastare la controffensiva ucraina nella regione di Zaporižžja, rispettivamente i primi due nel settore di P'jatychatky e il terzo in quello di Robotyne. La divisione ha inoltre integrato temporaneamente nel proprio organico il Battaglione "Štorm Ossetia", prima che venisse riorganizzato come reggimento nell'estate del 2024. Nell'agosto 2023 il capo della difesa aerea del 429º Reggimento, maggiore Denis Fadeev, è rimasto ucciso in un bombardamento. A maggio 2024 il 292º Reggimento artiglieria della divisione ha supportato gli assalti russi, condotti principalmente dalla 42ª Divisione fucilieri motorizzata, in direzione di Robotyne. Nel dicembre 2024 è stato ricostituito il 135º Reggimento fucilieri motorizzato, terzo reggimento di linea della divisione che era stato sciolto nel 2009; l'unità è stata rinforzata con compagnie d'assalto equipaggiate con moto da cross ed è stata impiegata al fronte per la prima volta nel marzo 2025, attaccando le posizioni ucraine nell'oblast' di Zaporižžja.

## Struttura
- Comando di divisione[20]
- 135º Reggimento fucilieri motorizzato (unità militare 75375)
  - 1º Battaglione fucilieri motorizzato
  - 2º Battaglione fucilieri motorizzato
  - 3º Battaglione fucilieri motorizzato
  - Battaglione corazzato (T-80)
  - Unità di supporto
- 429º Reggimento fucilieri motorizzato "Cosacchi del Kuban" (unità militare 43057)
  - 1º Battaglione fucilieri motorizzato
  - 2º Battaglione fucilieri motorizzato
  - 3º Battaglione fucilieri motorizzato
  - Battaglione corazzato (T-90A)
  - Unità di supporto
- 503º Reggimento fucilieri motorizzato delle guardie "Fastov" (unità militare 75394)
  - 1º Battaglione fucilieri motorizzato
  - 2º Battaglione fucilieri motorizzato
  - 3º Battaglione fucilieri motorizzato
  - Battaglione corazzato (T-90A)
  - Unità di supporto
- 292º Reggimento artiglieria semovente (unità militare 37271)
  - 1º Battaglione artiglieria semovente (2S3 Akatsiya)
  - 2º Battaglione artiglieria semovente (2S3 Akatsiya)
  - Battaglione artiglieria lanciarazzi (Tornado-G)
  - Battaglione artiglieria controcarri (MT-12 Rapira)
  - Unità di supporto
- Battaglione artiglieria missilistica contraerei (9K35 Strela-10 e 2K22 Tunguska)
- Battaglione missilistico contraereo (9K33 Osa)
- 239º Battaglione ricognizione (unità militare 75523)
- Battaglione comunicazioni
- Battaglione genio
- Battaglione logistico
- Battaglione medico
- Compagnia comando
- Compagnia guerra elettronica
- Compagnia UAV
- Compagnia difesa NBC

## Comandanti

### Unione Sovietica
- Komdiv Iosif Blaževič (1922-1924)
- Komdiv Michail Efremov (1924-1926)
- Komdiv Ivan Boldin (1928-1929)
- Komdiv Vasilij Morozov (1931-1937)
- Kombrig Nikolaj Kirillov (1937-1938)
- Kombrig Nikolaj Orlov (1938-1939)
- Maggior generale Michail Ovčinnikov (1939-1941)
- Maggior generale Jakov Kotel'nikov (1941)
- Colonnello Aleksandr Utvenko (1941) ad interim
- Maggior generale Nikolaj Dronov (1941-1942)
- Colonnello Georgij Gogolicyn (1942-1943)
- Maggior generale Pavel Lazarev (1943-1944) †[21]
- Colonnello Roman Palatkin (1944)
- Colonnello Stepan Salyčev (1944-1946)
- Maggior generale Pavel Fëdorov (1946-1948)
- Maggior generale Vasilij Askalepov (1948)
- Maggior generale Serafim Čuvyrin (1949-1951)
- Maggior generale Filipp Blinov (1951-1954)
- Maggior generale Aleksandr Tjutikov (1954-1958)
- Colonnello Sergej Allenych (1958-1961)
- Maggior generale Fëdor Rykalov (1961-1966)
- Maggior generale Vladimir Mjakuško (1966-1971)
- Maggior generale Aleksandr Kaširin (1972-1975)
- Maggior generale Vladimir Šipilov (1975-1983)
- Colonnello Viktor Roščin (1983-1985)
- Maggior generale Valerij Petruk (1985-1992)

### Federazione Russa
- Maggior generale Stanislav Božko (1992-1994)
- Colonnello Gennadij Kandalin (1994-1995)
- Maggior generale Vasilij Prizemlin (1995-1996)
- Maggior generale Dmitrij Bugaev (1997-2000)
- Maggior generale Vladimir Titov (2000-2001)
- Maggior generale Aleksandr Dvornikov (2001-2003)
- Maggior generale Marat Kulachmetov (2003-2004)
- Maggior generale Vasilij Tonkoškurov (2004-2007)
- Maggior generale Sergej Sudakov (2007-2008)
- Colonnello Denis Davydov (2009-2010)
- Maggior generale Sergej Kisel' (2010-2014)
- Colonnello Esedulla Abačev (2014-2017)
- Colonnello Roman Vjazovskij (2017-2020)
- Maggior generale Dmitrij Uskov (2021-in carica)